# Core Group
O Core Group é uma organização intergovernamental informal constituída pelas potências estrangeiras envolvidas na política do Haiti. É composta por representantes das Nações Unidas, Brasil, Canadá, França, Alemanha, Espanha, União Europeia, Estados Unidos e Organização dos Estados Americanos.
O grupo apresenta-se como consultor sobre como resolver as crises socioeconômicas e políticas do Haiti e melhorar a democracia no país. Os seus críticos, incluindo o diplomata norte-americano Daniel Foote, um antigo membro do grupo, acusaram-no de intromissão antidemocrática nos assuntos internos haitianos, nomeadamente o apoio ao ex-presidente Jovenel Moïse enquanto a sua administração descia ao despotismo, e respaldar Ariel Henry para se tornar primeiro-ministro durante o então titular Claude Joseph. Foote também acusou o grupo de priorizar a estabilidade do país em detrimento da vontade popular haitiana.